# António Cardia
António Cardia foi piloto-mor da armada portuguesa no século XVII que se destacou na defesa e libertação da cidade da Bahia no Brasil.
Piloto de navios era uma figura marcante na sociedade poveira da época, como piloto-mor da armada portuguesa partiu de Lisboa a 22 de Novembro de 1624 para a defesa e libertação da cidade da Baía, no Brasil, dominada pelos holandeses.
Era irmão do Capitão Diogo Dias de São Pedro, que também participou na guerra no Brasil.
Na Póvoa de Varzim foi o responsável, com a sua filha Mónica Cardia de Macedo, pelo surgimento das grandiosas cerimónias locais da Semana Santa em Abril de 1687 na Ermida da Mata, antiga Matriz, no largo que é hoje conhecido como Largo das Dores.